# Халасы
Халасы (пол. Halasy) — деревня в Бяльском повете Люблинского воеводства Польши. Входит в состав гмины Мендзыжец-Подляски. По данным переписи 2011 года, в деревне проживало 566 человек.

## География
Деревня расположена на востоке Польши, на расстоянии приблизительно 6 километров к северу от города Мендзыжец-Подляски, административного центра гмины и на расстоянии приблизительно 27 километров к западу от города Бяла-Подляска, административного центра повета. Через населённый пункт проходит национальная автодорога 19.

## История
По данным на 1827 год имелось 5 дворов и проживало 50 человек. Согласно «Справочной книжке Седлецкой губернии на 1875 год» деревня входила в состав гмины Тлусцец Радинского уезда Седлецкой губернии.
В 1975—1998 годах деревня входила в состав Бяльскоподляского воеводства.

## Население
Демографическая структура по состоянию на 31 марта 2011 года:
|         | Всего | До трудоспособного возраста | Трудоспособного возраста | Старше трудоспособного возраста |
| ------- | ----- | --------------------------- | ------------------------ | ------------------------------- |
| Мужчины | 277   | 69                          | 195                      | 13                              |
| Женщины | 289   | 66                          | 192                      | 31                              |
| Всего   | 566   | 135                         | 387                      | 44                              |